# Flavio Pereyra Natero
Flavio Pereyra Natero – piłkarz urugwajski, bramkarz.
Jako piłkarz klubu Sud América Montevideo wziął udział w turnieju Copa América 1942, gdzie Urugwaj zdobył tytuł mistrza Ameryki Południowej. Pereyra Natero nie zagrał w żadnym meczu, gdyż podstawowym bramkarzem reprezentacji był Aníbal Paz.
Jako gracz klubu CA Peñarol zdobył w 1944, 1949 i 1951 roku mistrzostwo Urugwaju, a w 1952 roku wicemistrzostwo Urugwaju.